# Bethel (Alaska)
Bethel ist eine Stadt (City) im US-Bundesstaat Alaska am Kuskokwim River im Bethel Census Area und liegt im Yukon Delta National Wildlife Refuge. Bei der US-Volkszählung im Jahr 2020 lag die Einwohnerzahl bei 6325 Einwohnern. Sie ist der Verwaltungssitz für die 56 Siedlungen im Yukon-Kuskokwim-Delta.

## Geschichte
An der Stelle des heutigen Bethel gab es eine Siedlung der Yupik mit dem Namen Mamterillermiut. Ende des 19. Jahrhunderts wurde ein Handelsposten der Alaska Commercial Company errichtet. 1880 hatte der Ort 41 Einwohner. Im Jahre 1885 wurde von der Moravian Church eine christliche Mission dort eingerichtet. Die Missionare verlagerten den Ort an die Westseite des Kuskokwim River. 1905 eröffnete ein Postamt.

## Infrastruktur
Der Flughafen von Bethel ist in staatlichem Besitz und wird von sechs Passagier- und fünf Frachtfluglinien angeflogen. Gemessen an der Anzahl der Flüge ist der Bethel Airport der drittgrößte Alaskas.
In Bethel existieren etwa 16 Meilen offizielle Straßen, die nicht an ein überregionales Straßennetz angeschlossen sind.

## Namensvarianten
Die Stadt besitzt einige Bezeichnungsvarianten:
- Mamterilleq[2]
- Mamtrelich[3]
- Mumtreekhlagamute[3]
- Mumtrekhlagamute[3]
- Mumtrekkhlogamute[3]
- Mumtrelega[3]
- Mumtrelegamut[3]
- Uuyarmiut[2]